# Nörd-Kroktjärnen
Nörd-Kroktjärnen är en sjö i Strömsunds kommun i Jämtland och ingår i Indalsälvens huvudavrinningsområde.